# Roma, Napoli e Firenze
Roma, Napoli e Firenze (Rome, Naples et Florence) è un'opera di Stendhal.
È un diario di viaggio scritto da Stendhal, ufficiale di cavalleria francese a Berlino, durante il periodo di congedo che ebbe in Italia alla caduta dell'imperatore; soggiornò a Milano per sette anni, poi fu console a Civitavecchia; il suo peregrinare su e giù per l'Italia gli ispirò i resoconti di viaggio.
(Prefazione)
L'opera quindi era anzitutto un atto politico, una critica alla società italiana a confronto con quella francese dopo la caduta di Napoleone ("l'uomo" citato nello scritto): non gli viene mai negata la possibilità di una correzione politica, sebbene gli italiani fossero per Stendhal troppo sognanti e protetti dai loro regnanti.
Su Napoli scrive: «…Per un'ora e mezzo, mi sono sorbito il più sciocco patriottismo d'anticamera, e in mezzo alla società più eletta. Il difetto italiano sta proprio qui; le disfatte di Murat sembrano averlo accentuato. Fatto sta che a Napoli, come in Spagna, la buona società sta ad una distanza immensa dalle classi basse, e, diversamente dal popolo spagnolo, il popolino napoletano, corrotto dal clima troppo mite, non si batte, dice, se ho ragione io, San Gennaro non mancherà d'uccidere tutti i nemici…».
Su Roma: «…I pedanti, che trovavano nella Roma moderna l'occasione di sfoggiare il loro latino, ci hanno persuaso che essa è bella: ecco il segreto della reputazione della Città Eterna… Regna per le strade di Roma un tanfo di cavoli marci. Attraverso le belle finestre dei palazzi del Corso si scorge la povertà degli interni…».
Su Firenze: «…L'istinto musicale mi fece vedere, sin dal giorno del mio arrivo, qualcosa di inesaltabile in tutti quei volti; e la sera non restai affatto scandalizzato del loro modo saggio e corretto di ascoltare il "Barbiere di Siviglia… Arrivando da Bologna, terra di passioni, come non restare colpiti  da qualcosa di ristretto e di arido in tutte quelle teste?… L'amore-passione s'incontra di rado tra i fiorentini…».
E sulle donne commenta: «…Quello che non troverete mai, è l'aria esaltabile, ma in compenso, spirito, fierezza, ragione, qualcosa di finemente provocante… Ma quegli occhi così vivaci e penetranti han l'aria più disposta a giudicarvi che ad amarvi. Ci vedo sempre l'idea del ragionevole, e mai la possibilità di fare follie per amore…».